# Развој светског рекорда на 3.000 метара за жене
Следећа табела показује развој светског рекорда на 3.000 метара у женској конкуренцији . Први рекорд који је званично признат од странр ИААФ поставила је 6. јула 1974. године Људмила Брагина из Совјетског Савеза .
Закључно са 21. јуном 2009. године, ИААФ је ратификовао девет светских рекорда.

### Пре ИААФ ере до 1974.
| Време   | Такмичар                             | Датум         | Место                        |
| ------- | ------------------------------------ | ------------- | ---------------------------- |
| 14:44,4 | Ана Чикане (Румунија)                | 1927.         | —                            |
| 10:56,0 | Филис Перкинс (Уједињено Краљевство) | 22. 5. 1954.  | Лондон, Уједињено Краљевство |
| 10:55,2 | Филис Перкинс (Уједињено Краљевство) | 25. 6. 1955.  | Лондон, Уједињено Краљевство |
| 10:25.8 | Лејла Бакланд (Уједињено Краљевство) | 27. 8. 1955.  | Лондон, Уједињено Краљевство |
| 10:16,2 | Џун Бриџланд (Уједињено Краљевство)  | 25. 8. 1956.  | Лондон, Уједињено Краљевство |
| 10:16.0 | Филис Перкинс (Уједињено Краљевство) | 27. 10. 1956. | Лондон, Уједињено Краљевство |
| 9:44,0  | Роберта Пико (Канада)                | 23. 7. 1966.  | Торонто, Канада              |
| 9:42,8  | Паола Пињи (Италија)                 | 11. 5. 1969.  | Формија, Италија             |
| 9:38.0  | Паола Пињи (Италија)                 | 2. 9. 1969.   | Милано, Италија              |
| 9:26,9  | Дорис Браун (САД)                    | 10. 7. 1971.  | Бејкерсфилд, САД             |
| 9:23,4  | Џојс Смит (Уједињено Краљевство)     | 16. 7. 1971.  | Лондон, Уједињено Краљевство |
| 9:09,2  | Паола Пињи (Италија)                 | 11. 5. 1972.  | Формија, Италија             |
| 8:53,0  | Људмила Брагина (СССР)               | 12. 8. 1972.  | Москва, СССР                 |

### После ИААФ ере од 1974.
| Време   | Такмичар                       | Датум      | Место                  |
| ------- | ------------------------------ | ---------- | ---------------------- |
| 8:52,8* | Људмила Брагина (СССР)         | 1974-07-06 | Durham, United States  |
| 8:46,6  | Грете Андерсон Вајц (Норвешка) | 1975-06-24 | Осло, Норвешка         |
| 8:45.4  | Грете Вајц (Норвешка)          | 1976-06-21 | Осло, Норвешка         |
| 8:27,2* | Људмила Брагина (СССР)         | 1976-08-07 | Колеџ Парк, Аустралија |
| 8:26,78 | Светлана Улмасова (СССР)       | 1982-07-25 | Кијев, СССР            |
| 8:22,62 | Татјана Казанкина (СССР)       | 1984-08-26 | Лењинград, СССР        |
| 8:22.06 | Џанг Линли (Кина)              | 1993-09-12 | Пекинг, Кина           |
| 8:12.19 | Ђунсја Ванг (Кина)             | 1993-09-12 | Пекинг, Кина           |
| 8:06.11 | Ђунсја Ванг (Кина)             | 1993-09-13 | Пекинг, Кина           |

* - означава ратификовано време. Електронска времена за Брагине резултатр 8:52,8 and 8:27,2 била су 8:52,74 и 8:27,12.